# Bass-T
Bass-T (* 11. Februar 1979 als Sebastian Göckede; † 9. Juli 2013) war ein deutscher Hands-Up-DJ und -musikproduzent. Er wurde vor allem als Teil von Rocco & Bass-T und diverser weiterer Musikprojekte bekannt und war außerdem unter den Pseudonymen Bastian Bates, Sebastian E.C.O. und The Raving Snowman aktiv.

## Werdegang
Zu Beginn seiner Karriere legte er als Resident-DJ in verschiedenen norddeutschen Großraumdiskotheken auf, bis er nach drei Jahren seinen späteren Studiopartner und Freund Sven Gruhnwald (SveN-R-G bzw. später Rocco) kennenlernte. Zusammen gründeten sie ihr eigenes Studio und produzierten für verschiedene Labels, u. a. Overdose, Vision Soundcarriers, EDM und Kontor Records. 
Im Jahr 2000 wechselte Bass-T zum Label Aqualoop Records. Dort wurde er ab 2001 Hauptverantwortlicher für das Projekt Topmodelz, das Pulsedriver kurz zuvor gegründet hatte. Anschließend folgte mit Here Comes That Sound (Alright) Bass-Ts erste Solosingle.
Im Juli 2013 starb Göckede im Alter von 34 Jahren an einem Herzinfarkt. Er lebte zuletzt in Schlagsdorf, war verheiratet und hinterließ zwei Kinder. Die zu seinen Ehren von Rocco und Davis Redfield produzierte und von diversen Künstlern der Danceszene geremixte Single Shine Your Light mit Vocals von Caroline von Brünken erreichte mehr als zehn Jahre nach seiner letzten Chartplatzierung die österreichischen Verkaufscharts.

### Nebenprojekte
Er veröffentlichte diverse Singles gemeinsam mit verschiedenen DJs unter folgenden Pseudonymen:
- SveN-R-G vs. Bass-T, Rocco & Bass-T, Rocco vs. Bass-T, G&G, Canarias, Cream, Art of Punk, Punk Freakz, Planet Punk (mit Rocco, siehe Rocco & Bass-T)
- 2 Vibez, One 2 One (mit Jens Kindervater und Jens O)
- Freak Brothers (mit D-Bone und Special D.)
- S-Force One (mit Flashrider)
- Topmodelz (mit Pulsedriver)
- Secret Service (mit Pulsedriver und Rocco)
- Hard Body Babes (mit Pulsedriver, Rocco, Axel Coon und Ole van Dansk)
- Future Trance United
- Dance United

## Diskografie
In diesem Abschnitt sind nur seine Solosingles aufgeführt. Für die Veröffentlichungen mit seinen Nebenprojekten siehe deren Artikel.

### Singles
- 2002: Here Comes That Sound (Alright)
- 2002: Fly on the Wings of Love (Bass-T pres. Topmodelz)
- 2002: How Low Can You Go (feat. DJ Schwede)
- 2003: Slammin’ Christmas (als The Raving Snowman)
- 2004: P.O.W.E.R.
- 2005: So Much Much Love to Give (als Bastian Bates)
- 2006: Check This! / Jack the House
- 2009: Can’t Slow Down (als Bastian Bates feat. Nicco)
- 2013: Shine Your Light (Bass-T & Friends, posthum)